# Kartódromo Internacional Granja Viana
O Kartódromo Internacional Granja Viana é um kartódromo localizado no município de Cotia, na Grande São Paulo, no bairro Jardim da Glória, pertencente ao distrito de Granja Viana. Foi inaugurado em outubro de 1996, em uma área 48.000 m², e recebeu a homologação de "Internacional" devido a sua infra-estrutura.

## Ocircuito

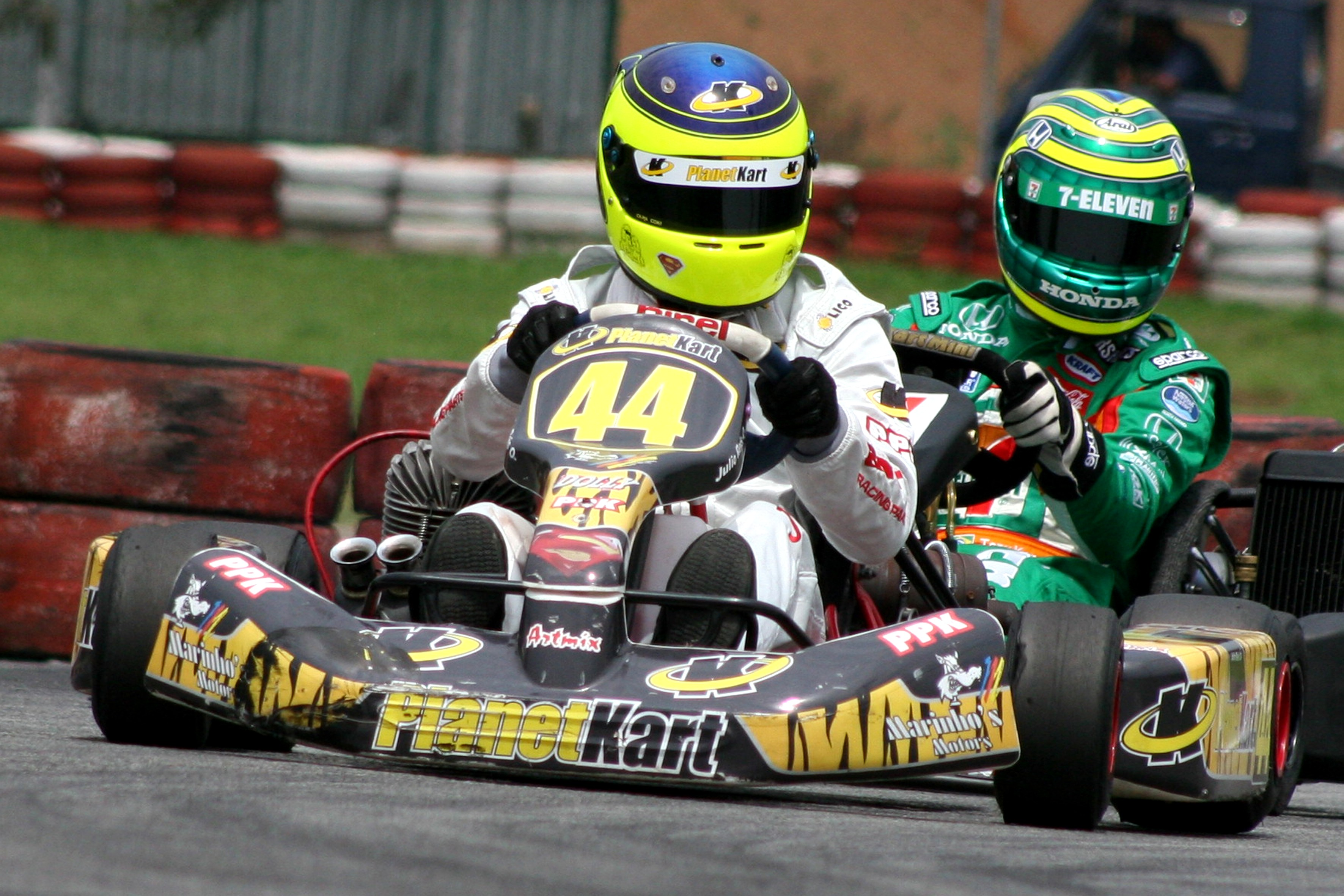
Kartódromo Internacional da Granja Viana em Cotia

A pista do Kartódromo Internacional Granja Viana está localizada dentro de uma área de 48.000 metros² e oferece várias opções de traçado que podem ser utilizados em todos os tipos de competições de kart em todos os níveis.
A pista foi desenhada utilizando trechos e ideias das principais pistas de kart e automobilismo do mundo.

## 500 milhas da Granja Viana
As 500 milhas da Granja Viana teve sua primeira edição nos dias 29 e 30 de novembro de 1997 e de lá pra cá se transformou num evento com a presença de pilotos nacionais e internacionais. Qualquer piloto de qualquer nível (do amador ao profissional) pode participar.
São 12 horas de prova disputada entre equipes que competem em karts com motores Honda de 4 tempos preparados. As carenagens desenvolvidas pela família Giaffone são em fibra de vidro e já estão sendo usadas em outros países.